# 173094 Wielicki
173094 Wielicki este o planetă minoră (asteroid) din centura de asteroizi. A fost descoperită pe 14 octombrie 2007 la Borbona de Vincenzo Silvano Casulli⁠(d). 
Obiectul prezintă o orbită caracterizată de o semiaxă mare de 2,8699663786087 UAi, o excentricitate de 0,05, o înclinație de 1,1 ° în raport cu ecliptica.